# Saint-Parres-aux-Tertres
Saint-Parres-aux-Tertres é uma comuna francesa na região administrativa de Grande Leste, no departamento de Aube. Estende-se por uma área de 11,82 km². Em 2010 a comuna tinha 3 184 habitantes (densidade: 269,4 hab./km²).
O rio Barse desagua no Vieille Seine, um ramo do rio Sena, nesta comuna.